# 132年
| 千纪： | 1千纪                                                                                           |
| 世纪： | 1世纪 \| 2世纪 \| 3世纪                                                                         |
| 年代： | 100年代 \| 110年代 \| 120年代 \| 130年代 \| 140年代 \| 150年代 \| 160年代                       |
| 年份： | 127年 \| 128年 \| 129年 \| 130年 \| 131年 \| 132年 \| 133年 \| 134年 \| 135年 \| 136年 \| 137年 |
| 纪年： | 壬申年（猴年）；东汉永建七年，阳嘉元年                                                          |

## 大事记
- 汉顺帝以梁商的女儿梁妠为皇后，梁商被任命为执金吾。
- 張衡造候風地動儀。
- 巴爾科赫巴起義，猶太人起而反抗羅馬帝國統治，也是猶太人與羅馬帝國最後一次的戰爭。

## 各国领袖

### 非洲
- 库施
  - 国王：Tamelerdeamani（114年－134年）

### 亚洲
- 中国
  - 东汉：
    - 皇帝：汉顺帝（125年－144年）
- 朝鲜
  - 百济：
    - 国王：盖娄王（128年－166年）

  - 高句丽：
    - 国王：太祖王（53年－146年）

  - 新罗：
    - 国王：祇摩尼師今（112年－134年）

### 欧洲
- 高加索伊比里亚
  - 国王：法斯曼二世（116年－142年）
- 罗马帝国
  - 皇帝：哈德良（117年－138年）

### 中东
- 奥斯若恩
  - 国王：Ma'nu VII bar Ezad（123年－139年）
- 安息
  - 国王（政权对立）：
    - 沃洛吉斯三世（105年－147年）
    - 米特拉达梯四世（129年－140年）

## 出生
- 陶謙
- 漢桓帝，東漢第十一位皇帝
- 蔡邕

## 逝世
- 劉敞 (東漢)，東漢東平孝王
- 孫程